# Zilveren Harp
De Zilveren Harp was een Nederlandse muziekprijs die van 1969 tot en met 2012 jaarlijks werd uitgereikt aan aanstormend talent en was bedoeld als een aanmoedigingsprijs.
De Gouden Harp was een prijs die uitgereikt werd voor het gehele oeuvre.
In 2014 werd de Zilveren Harp opgevolgd door de Buma Awards.

## Winnaars
De winnaars werden aan het einde van het genoemde jaar bekendgemaakt, maar de uitreiking was meestal in februari het daaropvolgende jaar.
- 1969: Lenny Kuhr, Rinus Gerritsen, George Kooymans en Herman van Veen
- 1970: Saskia & Serge, Hans Bouwens en Jan Visser (George Baker Selection)
- 1971: Loeki Knol, Frits Lambrechts en Thijs van Leer
- 1972: Jack de Nijs
- 1973: Earth & Fire, Greenfield & Cook en Euson
- 1974: Don Quishocking, Fon Klement en Wally Tax
- 1975: Marjol Flore en Robert Long
- 1976: Alexander Curly, Peter Schaap en Tekstpierement met onder meer Jos Brink
- 1977: Nelleke Burg, Wieteke van Dort, Ad Kraamer en Anita Meyer
- 1978: Tol Hansse en Clous van Mechelen
- 1979: Herman Brood & His Wild Romance, Flairck en Massada
- 1980: Sietze Dolstra, Margriet Markerink, New Adventures en Ad Visser
- 1981: André Hazes, Maywood, NAR en Spargo
- 1982: Doe Maar, Fay Lovsky en Daniel Sahuleka
- 1983: Het Goede Doel, Cherry en Toontje Lager
- 1984: Frank Boeijen Groep, Noodweer, Roberto Jacketti & The Scooters en Pluche & Plastic
- 1985: Gerard Joling, Julya Lo'ko, Mai Tai en Frisse Jongens (Titus Tiel Groenestege en Bavo Galama)
- 1986: Nadieh
- 1987: De Dijk, Frizzle Sizzle en Richenel
- 1988: De Meisjes, The Fatal Flowers en René Froger
- 1989: Loïs Lane, Ruth Jacott en Tambourine
- 1990: Stef Bos, Tröckener Kecks en Carmen Sars
- 1991: Gordon, Esther Tuely en Robby Valentine
- 1992: Ryan van den Akker, Ernst Daniël Smid en Rowwen Hèze
- 1993: De Jazzpolitie en Valensia
- 1994: Doop, Intermezzo en Van Dik Hout
- 1995: Frans Bauer, DJ Paul Elstak en Vitalis
- 1996: Eboman, Skik en Total Touch
- 1997: Acda en De Munnik, Caesar, Trijntje Oosterhuis en Junkie XL
- 1998: BLØF, Postmen en Maarten van Roozendaal
- 1999: Ferry Corsten, André Manuel & Krang en Dyzack
- 2000: Krezip, Bauer en Niet Uit Het Raam (NUHR)
- 2001: Brainpower, DJ Tiësto, De Kift en Green Lizard
- 2002: Within Temptation, Beef en Relax
- 2003: Spinvis, Peter Pan Speedrock en Tasha's World
- 2004: Ali B, Kasper van Kooten, Alain Clark en The Sheer
- 2005: Stevie Ann, Thomas Berge en Pete Philly & Perquisite
- 2006: a balladeer, Nick & Simon en Opgezwolle
- 2007: Wouter Hamel, 3js en The Opposites
- 2008: Typhoon en Ziggi
- 2009: Room Eleven, Kyteman, Giovanca en Bertolf
- 2010: Caro Emerald, Frans Duijts, Sander van Doorn
- 2011: Laura Jansen, Django Wagner, Afrojack